# 科查斯區 (堯約斯省)
12°17′47″S 76°09′32″W / 12.29639°S 76.15889°W
科查斯區（西班牙語：Distrito de Cochas），是秘魯的一個區，位於該國中南部利馬大區的堯約斯省，始建於1960年7月22日，面積27.7平方公里，海拔高度2,831米，2005年人口106，人口密度每平方公里3.8人。